# 日本銀帶耳烏賊
日本銀帶耳烏賊（学名：Sepiolina nipponensis），又名銀帶耳烏賊、目斗仔，为耳烏賊科銀帶耳烏賊屬下的一个种。